# تانجونگ پوتینگ
تانجونگ پوتینگ (به لاتین: Tanjung Puting) یک منطقهٔ مسکونی در اندونزی است که در کالیمانتان مرکزی واقع شده‌است.